# وولکنیتس
وولکنیتس (به آلمانی: Wülknitz) یک شهر در آلمان است که در مایسن واقع شده‌است. وولکنیتس ۱٬۸۲۰ نفر جمعیت دارد.